# Horno cuerpo negro
La mayoría de los cuerpos negros utilizados en experimentos de laboratorio se denominan "Horno cuerpo negro", que consiste en una cavidad con una abertura muy pequeña para que entre desde el exterior la radiación incidente. La radiación exterior entra al horno a través del agujero, y en su interior choca contra la pared interior del horno, que en parte es absorbida y en parte reflejada. Luego la porción reflejada choca con otro punto de la pared interior, la cual absorbe otra porción y la refleja parcialmente, y así continúa el ciclo. Pasado cierto tiempo y luego de sucesivas reflexiones, la radiación exterior incidente es totalmente absorbida. 
En donde A, B, C, D, E, F, G y H son nodos en la pared interior de la cavidad del "Horno cuerpo negro".
La pared exterior del horno, generan un espectro de radiación desde el interior de la cavidad llamado "radiación de cavidad". Por consiguiente, la radiación del interior de una cavidad cuyas paredes están a una temperatura {\displaystyle \scriptstyle T} es de la misma índole que la radiación emitida por la superficie de un cuerpo negro a temperatura {\displaystyle \scriptstyle T}. El color (cromaticidad) corresponde a la radiación que depende de la temperatura del cuerpo negro; ese espacio es conocido como el "locus Planckian".
Lord Rayleig y sir James Jeans demostraron que la radiación dentro de cada cavidad de volumen {\displaystyle \scriptstyle V} consta de ondas estacionarias con nodos en las paredes. Calcularon el número de ondas estacionarias para el intervalo de frecuencia {\displaystyle \scriptstyle \nu } a {\displaystyle (\scriptstyle v,{\text{d}}\nu )} como:

{\displaystyle N(\nu )={\frac {8\pi \ V}{c^{2}}}\nu ^{2}{\text{d}}\nu }

Para un radiador de 1500 K cuando la frecuencia se reduce a cero, el espectro predicho por la fórmula clásica de Rayleigh y Jeans se acerca más y más al espectro observado experimentalmente. Sin embargo, cuando la frecuencia se aumenta a valores de la región ultravioleta del espectro, el resultado teórico clásico difiere enormemente del experimento, ya que la “formula matemática” predice una densidad de energía infinita, cuando la densidad de la energía, a frecuencias muy altas, tiende a cero, lo que se llamó catástrofe ultravioleta. 

## Energía
En la física clásica el nivel de energía puede tener cualquier valor en una gama continua que parte desde cero hasta llegar a grandes magnitudes. Sin embargo, para Planck ello no es así, ya que en vez de ser valores continuos se tratan de valores discretos como sucede en: {\displaystyle \mathbb {N} =\{1,2,3,4,5,\dots \,n,\dots \}}
Así como en el conjunto de los números naturales corresponde a un conjunto discreto, también lo es la energía de los estados cuánticos:

{\displaystyle \,E_{n}=\,nh\nu }

donde:
{\displaystyle n\in \{1,2,3,4,{5^{}}^{}...\}\,}
{\displaystyle h=\,\,6,626\ 068\ 96(33)\times 10^{-34}\ {\mbox{J}}\cdot {\mbox{s}}\,\,} es la constante de Planck
{\displaystyle \nu \,}, frecuencia del fotón.
No parece que los péndulos tengan energía discreta como lo postula Planck, sino que a la inversa, dan la impresión de que en su recorrido indefectiblemente viajan a través de una gama continuo de energía, a medida que sigue su movimiento oscilante. Algunas personas podrán argüir que para oscilaciones, dentro de nuestro marco cotidiano, no es visible ni es detectable la naturaleza “cuantizada” del recorrido de péndulo en oscilación. Y agregarían, que los sistemas macroscópicos no revelaran si el postulado de Planck es válido o no.

## Gráfica de la fórmula clásica

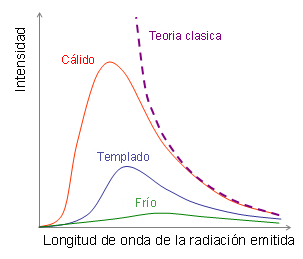
Energía radiada como función de la longitud de onda para varios cuerpos a diferentes temperaturas.

La curva punteada (en violeta) grafica la fórmula clásica de Rayleigh y Jeans, que tiende al infinito. En donde el caparazón del Horno, debiera radiar una energía que tendiera al infinito, que, en el hecho, no se observa. En efecto, a medida que la temperatura disminuye, el pico del cuerpo negro de la curva de la radiación se mueve a menor intensidad y longitudes de onda más largas. En consecuencia, la radiación gráficada del cuerpo negro es comparación con el modelo clásico de Rayleigh y Jeans.

## Historia
Planck, en un principio cuantizó exclusivamente la energía de los electrones de las paredes de la cavidad, pues no aceptó la idea de que las ondas electromagnéticas oscilantes del interior de la cavidad del horno también estuvieran cuantizadas, y durante diez años trato de unificar la idea cuántica con la teoría clásica, resistiendo las ideas sobre la teoría cuántica de la radiación electromagnética elaborada por Einstein.
- Datos: Q5902265